# AcapelA (programa de televisión)
AcapelA es un programa de televisión talent show español, producido por Warner Bros ITVP España, emitido por #0. En el programa varios grupos vocales luchan para convertirse en la mejor banda a capela de España. Presentado por Dani Reus, el mejor grupo vocal gana un contrato discográfico. Su estreno tuvo lugar el 1 de junio de 2016.

## Grupos

### Concursantes
| Grupo         | Lugar de residencia | Información         |
| ------------- | ------------------- | ------------------- |
| Supervoices   | Mallorca            | Ganadores           |
| South Voices  | Cádiz               | Segundos finalistas |
| Kundala       | Barcelona           | Terceros finalistas |
| Melomans      | Valencia            | Quintos expulsados  |
| Voice Filters | Murcia              | Cuartos expulsados  |
| In Crescendo  | Barcelona           | Terceros expulsados |
| Strangers     | Málaga              | Segundos expulsados |
| Bonovox       | Mallorca            | Primeros expulsados |

### Estadísticas semanales
|               | Gala 1     | Gala 2      | Gala 3      | Gala 4     | Semifinal  | Final               |
| ------------- | ---------- | ----------- | ----------- | ---------- | ---------- | ------------------- |
| Supervoices   | Salvados   | Mejor banda | Salvados    | Peligro    | Peligro    | Ganadores           |
| South Voices  | Salvados   | Salvados    | Peligro     | Salvados   | Salvados*  | Segundos finalistas |
| Kundala       | Salvados   | Salvados    | Peligro     | Salvados   | Peligro    | Terceros finalistas |
| Melomans      | Salvados   | Salvados    | Salvados    | Peligro    | Expulsados |                     |
| Voice Filters | Peligro    | Peligro     | Mejor banda | Expulsados |            |                     |
| In Crescendo  | Salvados   | Salvados    | Expulsados  |            |            |                     |
| Strangers     | Peligro    | Expulsados  |             |            |            |                     |
| Bonovox       | Expulsados |             |             |            |            |                     |

- South voices se clasifican automáticamente para la final tras su actuación, por unanimidad del jurado.

### Canciones
|               | Concierto 1                                     | Concierto 2                           | Concierto 3                        | Concierto 4                                  |
| ------------- | ----------------------------------------------- | ------------------------------------- | ---------------------------------- | -------------------------------------------- |
| Kundala       | «Ven conmigo (Solamente tú)» Christina Aguilera | «Ciega, sordomuda» Shakira            | «Vogue» Madonna                    | «Shake It Off» Taylor Swift                  |
| Supervoices   | «Born This Way» Lady Gaga                       | «Escuela de calor» Radio Futura       | «Only Girl (In The World)» Rihanna | «Supersticious» Stevie Wonder                |
| South Voices  | «Tu enemigo» Pablo López / Juanes               | «Bring Me To Life» Evanescence        | «Locked Out Of Heaven» Bruno Mars  | «Ring My Bell» Anita Ward                    |
| Melomans      | «Hope There's Someone» Anthony and the Johnsons | «Crazy» Gnars Barkley                 | «Don't Worry» Madcon               | «Maldito duende» Héroes del Silencio         |
| Voice Filters | «Viva La Vida» Coldplay                         | «Rain Over Me» Pitbull / Marc Anthony | «Everybody» Backstreet Boys        | «Can´t Get You Out Of My Head» Kylie Minogue |
| In Crescendo  | «Take On Me» A-ha                               | «Thunderstruck» AC/DC                 | «Can't Touch This» MC Hammer       |                                              |
| Strangers     | «Crazy In Love» Beyoncé                         | «I Need You Tonight» INXS             |                                    |                                              |
| Bonovox       | «One Way Or Another» Blondie                    |                                       |                                    |                                              |

## Mentores
Los mentores imparten clases semanalmente a los grupos para que den lo mejor de sí. Mejoran sus habilidades, perfilan sus personalidades musicales, detectan los problemas y buscan las mejores soluciones.
| Nombre        | Descripción                                                          |
| ------------- | -------------------------------------------------------------------- |
| Grison        | Profesor de música, beatboxer y director musical                     |
| Markooz       | Beatboxer profesional y director del Campeonato de España de Beatbox |
| Noemí Cabrera | Coreógrafa                                                           |
| Sheila Blanco | Entrenadora vocal                                                    |

## Jurado
En cada concierto, los jueces valorarán cuál ha sido la mejor actuación, cuáles han sido los posibles errores o qué banda no podrá continuar en el programa.
| Nombre             | Descripción              |
| ------------------ | ------------------------ |
| Isaac Ordóñez      | Productor musical        |
| Raquel Soto        | Experta en técnica vocal |
| Juan Pablo de Juan | Director de coros        |